# Andhare Alo
Andhare Alo er en indisk stumfilm fra 1922 af Naresh Mitra og Sisir Kumar Bhaduri.

## Medvirkende
- Sisir Kumar Bhaduri som Satyendra
- Naresh Mitra som Amar
- Jogesh Choudhury som Deonji
- Durga Rani som Bijli
- Lila Debi
- Kankabati